# The Order – Kameradschaft des Terrors
The Order – Kameradschaft des Terrors ist ein US-amerikanischer Fernsehfilm, der von Martin Bell 1999 inszeniert wurde. Er basiert auf der wahren Geschichte der rechtsradikalen Terrorgruppe The Order.

## Handlung
Dieses Drama basiert auf der wahren Geschichte von Thomas Martinez, einem armen und ungebildeten Army-Veteranen, der in Philadelphia im Jahr 1983 lebt. Er ist unfähig, einen Job zu finden. Seine Frau erwartet ihr erstes Kind und er leidet darunter, nicht ausreichend für seine Familie sorgen zu können.
Als er Bob Mathews, den Führer einer weißen Rassisten-Gruppe trifft, fühlt er sich verstanden und schließt sich dessen Gruppe „The Order“ an. Thomas legt den „Eid der Treue und des Schutzes der Familie“ ab. Bob weiht ihn in den Orden ein und Thomas steigt bald in eine höhere Position auf. Die Gruppe vertritt ein Weltbild, das rassistisch, antisemitisch und christlich-fundamenalistisch geprägt ist.
Als er mit seinem Schwiegervater über seine neuen „politischen Ansichten“ spricht, kommt es zum Eklat. Martinez’ Schwiegervater hat im Zweiten Weltkrieg zusammen mit Schwarzen gekämpft und ist von den rassistischen und antisemitischen Hetzreden Martinez’ abgestoßen. Er wirft ihn aus seinem Haus.
Thomas wird von der Gruppe finanziell unterstützt. Er hat zwar ein schlechtes Gewissen, weil er nicht weiß woher das Geld kommt, andererseits hilft es seiner Familie enorm. Tatsächlich stammen die finanziellen Mitteln aus bewaffneten Raubüberfällen. Die Gruppe versucht Einfluss auf das Privatleben Martinez’ auszuüben, so stört es sie z. B., dass Thomas’ Frau gelegentlich schwarze Komödianten wie Richard Pryor im Fernsehen ansieht.
Thomas entdeckt, dass die Gruppe nicht nur rassistische Reden schwingt, sondern auch tätlich wird. Sie ermordet den missliebigen jüdischen Radiomoderator Alan Berg. Thomas ist über diesen Mord geschockt und erfährt von Mathews, dass einer der Kameraden von der Gruppe als Verräter hingerichtet wurde, da er mit dem FBI zusammengearbeitet haben soll. Thomas wird schließlich ebenfalls vom FBI festgenommen und man bedroht ihn mit einer 15-jährigen Haftstrafe. Nachdem er bereits Zweifel an der Richtigkeit des Handelns der Gruppe hatte, beschließt Thomas, als Informant für das FBI gegen die Gruppe zu arbeiten, womit er sein Leben riskiert. Er verrät einen konspirativen Treffpunkt der Gruppe, Mathews kann sich jedoch den Weg freischießen und nach Whidbey Island im Bundesstaat Washington fliehen, wo er ein Haus besitzt. Das FBI umstellt das Haus und Mathews beginnt, ein Manifest zu verfassen. Seine Freunde ergeben sich, aber Mathews sagt ihnen, er ziehe den Märtyrertod vor. Nach einem heftigen Schusswechsel zwischen Mathews und dem FBI bricht im Haus ein Feuer aus und Mathews verbrennt.
Im Abspann wird erwähnt, dass Mathews junge Freundin sein Kind zur Welt brachte, die erbeuteten Millionen zum Aufbau anderer rechtsextremer Gruppen verwendet wurden und Martinez unter neuer Identität einen Neuanfang gestartet hat, nachdem Rechtsradikale ein Kopfgeld auf ihn ausgesetzt hatten.

## Hintergründe
Der Film hat einen wahren Hintergrund: Der jüdische Radiomoderator Alan Berg wurde 1984 in Denver durch die White-Supremacy-Gruppe The Order ermordet. Diese bezeichnete Berg als anti-weiß und hasste ihn, weil er Jude war. Er stand auf der Nr. 2 ihrer Todesliste.

## Weiteres
Der Dokumentarfilm Blood in the face von 1991 gibt einen Einblick in die Gedankenwelt der rechtsradikalen amerikanischen Szene. Dieser Film wurde nach dem Attentat auf Berg gedreht.